# فيتان
فيتان بورتور (باليابانية: フェイタン) (بالإنجليزية: Feitan portor)‏ شخصية خيالية ظهرت في سلسلة القصص المصورة اليابانية (HunterxHunter) و يعتبر من أهم أعضاء عِصابة الشبح وَأقواهم، طوله حوالي 1.55 متراََ وَوزنه 45 كيلوغراماً، تَحتل قوته البدنية المركز الخامس من بين أفراد العصابة، وَدخل مع باقي أفراد العصابة إلى لعبة جزيرة الطمع، باستثناء القائد كرولو حيث ختم كورابيكا على النين خاصته بواسطة سلسلة الشرط.

## صفاته
فيتان شخص غامض ومنعزل، ويحاول دوماً أن يتجنب استخدام سلاحه السري الذي فعله عند مواجهة زازان ملكة نمل الكيميرا بمدينة النيزك، وَتعتبر قدرة فيتان مميتة، وَتُفعل عندَ الغضب، حيثُ يضرب كُل شيء حوله سواء كان صديقاً أم عدواً.

## مظهره
غالباً يرتدي فيتان ملابس فضفاضة سوداء اللون بِهدف إخفاء مظلته و سيفه، كما يغطي وجهه حتى نهاية أنفه، وَهوَ ذو شعر أسود وعينان سودوان تختلف حدتهما حسب المكان والإضاءة.